# Andrea D. Bührmann

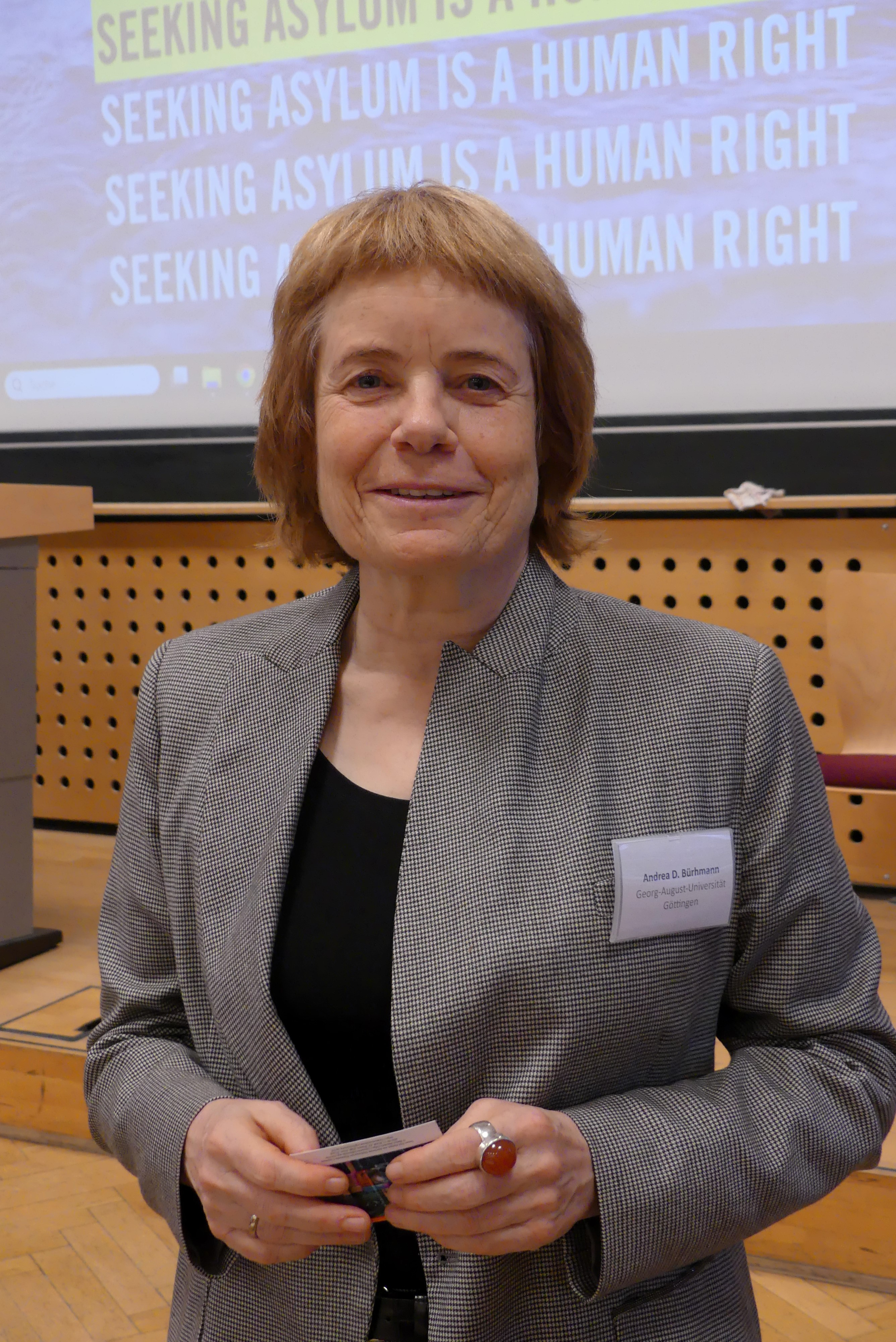
Andrea Bührmann 2024

Andrea D. Bührmann (* 27. Oktober 1961 in Düsseldorf) ist eine deutsche Soziologin und Professorin der Georg-August-Universität Göttingen.

## Leben und Wirken
Nach dem Studium der Soziologie, Philosophie und Politikwissenschaften, das sie 1988 mit dem MA in Soziologie abschloss, promovierte Andrea Dorothea Bührmann 1995 an der Westfälischen Wilhelms-Universität in Münster. Sie absolvierte eine Weiterbildung zur Personalreferentin und war wissenschaftliche Mitarbeiterin am Lehrstuhl für Allgemeine Soziologie an der Universität Paderborn. Dort koordinierte Bührmann das DFG-Projekt: „Die Krise der Moderne“. 2004 folgte nach einem DFG-Stipendium die Habilitation im Fach Allgemeine Soziologie. Seitdem hat Bührmann verschiedene Gast- und Vertretungsprofessuren in Dortmund, Salzburg, München und Wien wahrgenommen. 2009 wurde sie außerplanmäßige Professorin an der Universität Münster. Seit 2011 lehrt sie an der Georg-August-Universität Göttingen.
2011 erhielt Andrea Dorothea Bührmann einen Ruf auf eine W-2 Professur an die Westfälische Wilhelms-Universität in Münster. 2012 erhielt sie einen Ruf auf eine W-3 Professur an die Universität Konstanz.
2013 gründete Bührmann das Institut für Diversitätsforschung und leitet es seitdem. Im Sommersemester 2014 forschte sie als Research Fellow an der University of California/Berkeley; Gastprofessuren führten sie u. a. an die Alpen-Adria-Universität Klagenfurt (2015 und 2023) und das Deutsche Institut für Japanstudien (DIJ) der Max Weber Stiftung – Deutsche Geisteswissenschaftliche Institute im Ausland (DGIA), Tokyo/Japan (2018). 2023 wurde sie als Gastprofessorin an die Universität Haifa eingeladen.
Zwischen 2013 und 2015 war sie Forschungsdekanin an der sozialwissenschaftlichen Fakultät der Universität Göttingen. Von 2015 bis 2021 war Andrea Dorothea Bührmann Vizepräsidentin der Universität Göttingen. Sie war zuständig für die Ressorts Studium und Lehre und nach ihrer Wiederwahl 2017 zusätzlich für Chancengleichheit und Diversität. 2018 wurde sie in die ständige Kommission für Studium und Lehre bei der Landeshochschulkonferenz berufen und wurde Mitglied im Gründungskomitee des HRK-Netzwerks der Vizepräsident*innen, Kon- und Prorektor*innen für Lehre und Studium. Seit Oktober 2024 ist sie Dekanin der Sozialwissenschaftlichen Fakultät.
Bührmann gründete 2016 zusammen mit anderen die „Zeitschrift für Diversitätsforschung und -management“. Seitdem ist sie auch eine der Herausgeberinnen.
Im Oktober 2021 wurde Andrea D. Bührmann zur ersten Sprecherin der Landesarbeitsgemeinschaft der Einrichtungen für Frauen- und Geschlechterforschung in Niedersachsen (LAGEN) gewählt, die Wiederwahl erfolgte 2023. Zum Oktober 2023 ist sie zum Mitglied im Universitätsrat der Universität Erfurt berufen worden.
In den letzten Jahren erforschte Bührmann gesellschaftliche Transformationsprozesse der Arbeit und ihrer Organisationsstrukturen. Sie konzipierte ausgehend von ihren gendertheoretischen Arbeiten das praxistheoretisch begründete Forschungsprogramm der reflexiven Diversitätsforschung. Dabei fungiert die von ihr mitentwickelte sozialwissenschaftliche Dispositivforschung als methodologischer Bezugspunkt.
Bührmann leitet/e mehrere Forschungs-, Evaluations- und Transferprojekte zum Thema Diversität. Zugleich ist sie Mitglied in diversen wissenschaftlichen (Fach-)Beiräten, arbeitet als Gutachterin für verschiedene wissenschaftliche Zeitschriften sowie nationale und internationale Organisationen und berät als Expertin für Diversitätsforschung und -management verschiedene Ministerien auf Landes- und Bundesebene sowie Unternehmen, Hochschulen und Kommunen. Ihre Arbeiten werden in überregionalen Medien aufgegriffen.

## Schriften (Auswahl)

### Monographien (auch als Co-Autorin)
- Bührmann, Andrea D.: The Reflexive Diversity Research Programme. An Introduction. Newcastle upon Tyne: Cambridge Scholars Publishing 2021, ISBN 978-1-5275-6394-0
- Bührmann, Andrea D.: Reflexive Diversitätsforschung. Eine Einführung anhand eines Fallbeispiels. UTB, Verlag Barbara Budrich 2020, ISBN 978-3-8252-5469-8
- Bührmann, Andrea D.: Frauen in Top-Management-Teams. Zur Bedeutung „geglückter“ Sichtbarkeit eines „angemessenen“ Habitus. LIT Verlag, Berlin 2015, ISBN 978-3-643-13069-3 (zusammen mit Katrin Hansen, Astrid Biele Mefebue, Monika Rosenbaum, Ulrike Thiele-Manjali und Anne Mielke)
- Bührmann, Andrea D.: Vom Diskurs zum Dispositiv. Einführung in die Dispositivanalyse. Transcript, Bielefeld 2008, ISBN 978-3-89942-818-6 (zusammen mit Werner Schneider). 2. akt. Neuauflage 2012
- Bührmann, Andrea D.: Entrepreneurial Diversity. UnternehmerInnen zwischen Businessplan und Bricolage, Hamburg 2007 (zusammen mit Katrin Hansen, Martina Schmeink und Aira Schöttelndreier)
- Bührmann, Andrea D.: Der Kampf um „weibliche Individualität“. Zur Transformation moderner Subjektivierungsweisen in Deutschland um 1900. Westfälisches Dampfboot, Münster 2004, ISBN 978-3-89691-559-7 (Habilitationsschrift).
- Bührmann, Andrea D.: Arbeit - Sozialisation - Sexualität. Zentrale Felder der sozialwissenschaftlichen Frauen- bzw. Geschlechterforschung, Band I der Lehrbuchreihe: Einführung in die sozialwissenschaftliche Frauen- bzw. Geschlechterforschung, Opladen 2000 (zusammen mit Angelika Diezinger und Sigrid Metz-Göckel); 2. erw. und akt. Auflage 2007; 3. erw. und akt. Neuauflage 2014, ISBN 978-3-531-14554-9
- Bührmann, Andrea D.: Das authentische Geschlecht. Die Sexualitätsdebatte der Neuen Frauenbewegung, Münster 1995, ISBN 3-929586-54-1 (Promotionsschrift); teilweise Wiederabdruck in dem Lehrbuch: Vogel, Ulrike: Meilensteine der Frauen- und Geschlechterforschung. Originaltexte mit Erläuterungen zur Entwicklung in der Bundesrepublik, Wiesbaden, 2007, S. 194–201

### Anthologien (auch als Co-Herausgeberin)
- Bührmann, Andrea D. (Hrsg.) Lexikon zur Soziologie, Wiesbaden: Springer (ab der 7. Auflage, im Erscheinen) (zusammen mit Thorsten Benkel, Daniela Klimke, Rüdiger Lautmann, Urs Stäheli, Christoph Weischer und Hanns Wienold)
- Bührmann, Andrea D. (Hrsg.): Handbuch Intersektionalitätsforschung. Wiesbaden: Springer VS 2022 (zusammen mit Astrid Biele Mefebue und Sabine Grenz) doi:10.1007/978-3-658-26292-1
- Bührmann, Andrea D. (Hrsg.): Hybride Erwerbsformen. Digitalisierung, Diversität und sozialpolitische Gestaltungsoptionen, Wiesbaden 2017 (zusammen mit Uwe Fachinger und Eva Welskop-Deffaa)
- Bührmann, Andrea D. (Hrsg.): How Organisations respond to Diversity: Investigations at the local level, Special Issue of the Journal of Ethnic and Migration Studies, Vol. 43, No 10, 2017 (zusammen mit Karen Schönwälder)
- Bührmann, Andrea D. (Hrsg.): Hochzeiten und Heiraten. Themenheft der Zeitschrift GENDER, Zeitschrift für Geschlecht, Kultur und Gesellschaft, Heft 2/2014 (zusammen mit Barbara Schaff).
- Bührmann, Andrea D. (Hrsg.): Management ohne Grenzen. Grenzüberschreitendes Zusammenarbeiten erfolgreich gestalten, Wiesbaden, 2013 (zusammen mit Mattias Horwitz, Sabine v. Schlippenbach und Dorothea Stein-Bergman)
- Bührmann, Andrea D. (Hrsg.): Prekäres Unternehmertum: Unsicherheiten einer sich ausbreitenden Erwerbsform, Wiesbaden 2010 (zusammen mit Hans Pongratz)
- Bührmann, Andrea D. (Eds.): Self-Controlling / Self-Regulation or Self-Caring - the Sociology of the Subject in 21st Century, London, 2010 (zusammen mit Stefanie Ernst)
- Bührmann, Andrea D. (Hrsg.): From Michel Foucault's Theory of Discourse to Empirical Discourse Research. Current Methodological Trends and Practices in Social Research, Special Issue of the Journal Forum Qualitative Social Research (fqs), Volume 8, No. 2 – Mai 2007 (zusammen mit Rainer Diaz-Bone, Gavin Kendall, Encarnación Guiterréz Rodríguez, Werner Schneider and Francisco Tirado)
- Bührmann, Andrea D. (Hrsg.): Das Wuchern der Diskurse. Perspektiven der Diskursanalyse Foucaults, Frankfurt a. M. 1998, ISBN 3-593-36128-0 (zusammen mit Hannelore Bublitz, Christine Hanke und Andrea Seier)

### Aufsätze in Journals (auch als Co-Autorin / double blind peer-review)
- Bührmann, Andrea D.: Zentrale Forschungsprogramme in der aktuellen Diversitätsforschung: Fragestellungen, Dimensionen und Forschungsperspektiven, in: Communicatio Socialis 3/2021, S. 298–309
- Bührmann, Andrea D.: Die Konzipierung und Implementierung einer inklusiven und transformativen Diversitätsstrategie an der Universität Göttingen, in: Zeitschrift für Diversitätsforschung und -management, Heft 1 u. 2/2019, S. 162–167
- Bührmann, Andrea D.: Dinge, Praktiken und Diskurse als Elemente in Dispositiven – das Beispiel ‚Individuelle Förderung‘, in: Österreichischen Zeitschrift für Volkskunde, LXXXI, 120, 2017, Heft 1 + 2, S. 33–56 (zusammen mit Kerstin Rabenstein)
- Bührmann, Andrea D.: Das Dispositiv als analytisches Konzept: Mehr als nur eine Praxis – Überlegungen zum Verhältnis zwischen Praxis- und Dispositivforschung, in: Zeitschrift für Diskursforschung (zusammen mit Werner Schneider), 1/2016; S. 5–28.
- Bührmann, Andrea D.: Diversifizierungsprozesse unternehmerischer Akteure und ihre (möglichen) Folgen, in: Sozialer Fortschritt 9–10/2015, S. 215–220
- Bührmann, Andrea D.: Geschlechtergerechtigkeit und Geschlechterkonstruktionen: Die mediale Darstellung von Frauen in Top-Führungspositionen, in: WSI Mitteilungen. 2/2014, S. 97–104
- Bührmann, Andrea D.: Hochzeiten und Heiraten als „rite de confirmation“: Performative Herstellung geschlechtlicher Eindeutigkeiten in Zeiten des Wandels, in: GENDER. Heft 2/2014 (zusammen mit Ulrike Thiele-Manjali), S. 9–23
- Bührmann, Andrea D.: Plädoyer für eine Diversifizierung des unternehmerischen Leitbildes in Forschung und Beratung, in ARBEIT, Heft 4/2012, S. 291 – 305 (zusammen mit Katrin Hansen)
- Bührmann, Andrea D.: Unternehmertum jenseits des Normalunternehmertums: Für eine praxistheoretisch inspirierte Erforschung unternehmerischer Aktivitäten, Berliner Journal für Soziologie, Heft 1/2012, S. 129–156
- Bührmann, Andrea D.: Broadening the View. Diverse Types of Entrepreneurs, in: Rivista di Politica Economista, Heft 1/2012 (April) 2012, S. 53–72 (zusammen mit Katrin Hansen)
- Bührmann, Andrea D.: Intersectionality – ein Forschungsfeld auf dem Weg zum Paradigma? Tendenzen, Herausforderungen und Perspektiven der Forschung über Intersektionalität, in: GENDER, 1. Jg., 2. Heft 2009, S. 28–44
- Bührmann, Andrea D.: Plädoyer für eine ‚geregelte Deregulierung‘ zur Implementierung von Work-Life-Balance in Führungspositionen. Managing Diversity und Gender Mainstreaming im Spiegel aktueller empirischer Forschungsergebnisse, in: Zeitschrift für Frauen- und Geschlechterforschung, 3/2005, S. 74–88
- Bührmann, Andrea D.: The Emerging of the Enterprising Self and it‘s Contemporary Hegemonic Status: Some Fundamental Observations for an Analysis of the (Trans-)Formational Process of Modern Forms of Subjectivation, in Forum: Qualitative Social Research [On-line Journal], 6 (1), Art. 16, 2005
- Bührmann, Andrea D.: Cultural Studies als Praxis. Überlegungen zur Formierung der Cultural Studies, in: Sociologia Internationalis, 42. Bd. H. 1, 2004, S. 119–141